# قشلاق بدير (مقاطعة بيله سوار)
قشلاق بدير (بالفارسية: قشلاق بدیر) هي منطقة سكنية تقع في إيران في أردبيل. يقدر عدد سكانها بـ 17 نسمة .